# كرايغ كلاي
كرايغ كلاي (5 مايو 1992 بنوتنغهام في المملكة المتحدة - ) (بالإنجليزية: Craig Clay) هو لاعب كرة قدم بريطاني في مركز الوسط. لعب مع غريمسبي تاون ونادي تشيسترفيلد ونادي ليتون أورينت ونادي ماذرويل ونادي يورك سيتي ووركشوب تاون ‏ والفرتون تاون ‏ ونادي بارو وإف سي هاليفاكس تاون.

## وصلات خارجية
- كرايغ كلاي على موقع قاعدة بيانات كرة القدم.إي يو (الإنجليزية)
- كرايغ كلاي على موقع Soccerbase.com (لاعب) (الإنجليزية)
- كرايغ كلاي على موقع Soccerway.com (الإنجليزية)